# シュルツェ・ゼルデ
ヴァルター・シュルツェ・ゼルデ(ドイツ語 :Walter Schulze Solde, 1888年4月26日 - 1984年7月24日)とは、ドイツの形而上学の立場に立つ哲学者である。

## 生涯
1888年にドイツのドルトムントで生まれる。フライブルク、ボン、ミュンスター、ハイデルベルクで法哲学を学ぶ。1913年、法哲学で博士号取得。1916年ハイデルベルクで「カントの光の中でスピノザの方法」と題する論文で大学教授資格を取得。しかし、1917年の秋から1919年までラントシュトゥルムで兵役に就く。1920年にグライフスヴァルト大学で発表された彼の復職論文は、「個人と国家」というテーマを扱っていた。1922年に彼は同大学で倫理と美学の教職を得て、非常勤の准教授に任命された。
シュルツェ・ゼルデは1918年以降、漠然と平和主義と共和主義の見解を示していたが、1933年以降は国家社会主義の哲学者としての地位を鮮明にした。1935年に政治教育の教職に就く。1939年の夏にはインスブルックの議長の代理を任され、12月にはインスブルック大学の哲学と教育の正教授に任命された。
第二次世界大戦の終了後、彼は公職から追放された。シュルツェ・ゼルデの告白的著作には明確な記述があったため、非ナチス化には長い時間がかかった。のち1950年、ミュンヘン大学で形而上学の教授になるも、1964年退任。実証主義の攻撃に対して、形而上学を擁護した。主著に『個人と国家』(1922年)がある。1984年に96歳で死去した。

## ナチスとの関わり
1933年に彼はナチスに入党し、グライフスヴァルト地区の指導的役割を担った。グライフスヴァルト地区指導部の家系図室長なども務めた。